# 4 Dywizja Zmechanizowana (Bundeswehra)
4 Dywizja Zmechanizowana (niem. 4. Panzergrenadierdivision) – rozformowany zmechanizowany związek taktyczny Bundeswehry.
W okresie zimnej wojny dywizja  wchodziła w skład 2 Korpusu Armijnego i przewidziana była do działań w pasie Centralnej Grupy Armii.

## Struktura organizacyjna
Organizacja w 1989:
- dowództwo dywizji – Ratyzbona-Kasernenviertel
- 10 Brygada Zmechanizowana – Weiden in der Oberpfalz
- 11 Brygada Zmechanizowana Bayerwald – Bogen
- 12 Brygada Pancerna – Amberg
- 4 pułk artylerii – Ratyzbona-Kasernenviertel
- 4 pułk przeciwlotniczy – Ratyzbona-Kasernenviertel